# NGC 4706
NGC 4706 ist eine Linsenförmige Galaxie vom Hubble-Typ SB0 im Sternbild Zentaur am Südsternhimmel. Sie ist schätzungsweise 165 Millionen Lichtjahre von der Milchstraße entfernt und hat einen Durchmesser von etwa 65.000 Lichtjahren.

Im selben Himmelsareal befinden sich u. a. die Galaxien NGC 4696, NGC 4709, NGC 4729, NGC 4730.
Das Objekt wurde am 5. Juni 1834 von John Herschel mit einem 18-Zoll-Spiegelteleskop entdeckt, der sie mit „vF, vS, R, psbM, 10 arcseconds“ beschrieb.